# Киселёв, Александр Валерьевич
Александр Валерьевич Киселёв (род. 1978, Пермь, РСФСР, СССР) — российский серийный убийца, совершивший 2 убийства девушек в 2003 году и одно убийство женщины в 2022 году на территории Пермского края. Третье убийство Киселёв совершил после отбытия 19 лет тюремного заключения за совершение первых двух. Свою вину в совершённых убийствах Александр Киселёв полностью признал. Имел необычный фетиш. Во время совершения убийств в 2003 году Киселёв душил своих жертв с помощью галстука, который по цвету должен был подходить к обуви погибших, благодаря чему правоохранительные органы и СМИ дали ему прозвище «Галстучный маньяк».

## Биография

### Ранние годы
Александр Киселёв родился в 1978 году в Перми. Вырос в социально благополучной обстановке. Оба родителя Александра являлись сотрудниками ГУФСИН России по Пермскому краю, вели законопослушный образ жизни, не имели проблем с законом и вредных привычек, отрицательно влияющих на быт, здоровье сына и благосостояние семьи в целом. Несмотря на это, Александр Киселёв в подростковые годы начал демонстрировать признаки психического расстройства. Вследствие неустановленных личных и социальных факторов он отказался от социальной жизни и стремился к крайней степени социальной изоляции, вследствие чего ближе к совершеннолетию вступил в конфликт со своим отцом. После окончания 9 класса школы Киселёв нигде не учился и не работал, жил на иждивении матери, но при этом не увлекался алкогольными напитками и наркотическими средствами. В конце 1990-х годов он переехал в многоквартирный дом старой постройки, который был расположен на окраине города по адресу: улица Пензенская, дом 64. В начале 2000-х годов Киселёв увлекся созданием псевдонимов, фальшивых личностей с целью вводить других людей в заблуждение. Заводя знакомства, Киселёв представлялся людям своим прозвищем «Кудин», взятым им в честь пермского криминального авторитета 1990-х годов, и выдавал себя за криминального авторитета, подвергавшегося уголовной ответственности, с прочными связями в преступном мире, хотя в действительности Киселёв к уголовному миру никакого отношения не имел.

### Убийства в 2004 году
29 и 30 октября 2003 года Александр Киселёв задушил в своей квартире двух знакомых девушек — 18-летнюю Лилию Тарутину и 20-летнюю Олесю Дануца. С девушками он познакомился в сентябре того же года на железнодорожном вокзале «Пермь-2». Тарутина и Дануца приехали в Пермь для занятий в университете после проведения летних каникул у родителей в городе Когалым (Ханты-Мансийский автономный округ — Югра). После знакомства Киселёв помог Тарутиной и Дануца доехать до дома и донес их сумки. Девушки жили у своих бабушек в одном многоквартирном доме, который был расположен на улице Химградская, недалеко от дома, где проживал Александр Киселёв. В последующие месяцы он познакомился с их бабушками и стал много времени проводить с девушками, но их общение носило исключительно дружеский характер. В этот период обе девушки характеризовали Александра своим родственникам и знакомым весьма положительно. В конце октября Киселёв признался в любви Олесе Дануца и предложил ей интимные отношения, но девушка ответила ему отказом, так как в Когалыме имела жениха. Днем 29 октября 2003 года Киселёв пришел к Лилии Тарутиной и позвал ее гулять. Во время прогулки он пригласил ее к себе в квартиру. Выпив кофе, Киселёв предложил девушке сыграть в карты, а после окончания игры совершил на нее нападение и задушил с помощью галстука. Вечером этого же дня он купил букет роз и отправился к Олесе Дануца. Девушка болела, по причине чего согласилась сходить с ним только до аптеки, после чего вернулась домой. На следующий день 30 октября Киселёв снова пришел к Олесе. В этот раз он уговорил девушку с ним прогуляться, после чего пригласил ее к себе в квартиру выпить чашку кофе. Через несколько минут после того, как Олеся Дануца оказалась в квартире Киселёва, он совершил на нее нападение, в ходе которого также задушил ее. Трупы убитых он закопал в одной могиле на пустыре рядом со своим домом по улице Пензенская. На шеях своих жертв Киселёв оставил орудия убийства — мужские галстуки, цвет которых гармонировал с цветом обуви убитых девушек. После исчезновения девушек их родители обратились в милицию. В ходе расследования было установлено, что Киселёв был одним из последних, кто видел девушек живыми. Он был объявлен в розыск, но успел скрыться. Александр Киселёв был арестован в начале декабря 2003 года в Перми после того, как он назначил свидание своей знакомой девушке по имени Ольга. Девушка в ходе расследования исчезновения Тарутиной и Дануца подвергалась допросу сотрудниками правоохранительных органов и после того, как Киселёв вышел с ней на связь, позвонила в милицию. Во время ареста у Киселёва в кармане были обнаружены бритва и мужской галстук. Он не пояснил сотрудникам милиции назначение этих предметов. По версии следствия, Киселёв во время свидания с Ольгой планировал ее убить. 
Киселёв на первых же допросах признал свою вину в совершенных убийствах. По результатам судебно-медицинской экспертизы было установлено, что Тарутина и Дануца перед смертью занимались сексом. Киселёв утверждал, что половые акты между ним и его жертвами были на добровольной основе. Следствие предполагало, что девушки в действительности были изнасилованы Киселёвым, но в конечном итоге факт изнасилования подтвердить не удалось. В ходе расследования мотив убийств так и не был установлен. Киселёв заявил, что причин для убийств Лилии и Олеси у не было. Согласно признательным показаниям Киселёва, он убил подруг, так как не смог справиться со своим патологическим влечением к совершению убийств. 11 декабря 2003 года Киселёв под конвоем был доставлен на место захоронения трупов, где в ходе следственного эксперимента указал следователям могилу, после чего тела девушек были извлечены на поверхность.
16 июня 2004 года Александр Киселёв был признан виновным по всем пунктам обвинения, после чего суд назначил ему уголовное наказание в виде 22 лет лишения свободы. После суда Киселёв направил в апелляционный суд кассационную жалобу, которая была удовлетворена. Рассмотрев ее, суд выявил в уголовном деле ряд судебно-процессуальных ошибок, на основании чего смягчил приговор Киселёву и окончательно назначил ему уголовное наказание в виде 20 лет лишения свободы. Во время отбытия наказания Киселёв характеризовался администрацией тюремного учреждения положительно. За годы отбывания он получил несколько поощрений, вследствие чего в ноябре 2018 года направил ходатайство об условно-досрочном освобождении, но получил отказ. Отбыв в тюремном заключении с момента ареста 17 лет, в 2020 году Александр Киселёв подал ходатайство в суд о замене неотбытого срока наказания принудительными работами, которое было удовлетворено. В 2020 году он покинул территорию исправительной колонии и был этапирован в колонию-поселение, которая была расположена недалеко от города Горнозаводск.

### Убийство в 2022 году
Попав в колонию-поселение, Киселёв, как и большинство осужденных, был трудоустроен на деревообрабатывающем предприятии на территории Горнозаводска. Вскоре он получил должность бригадира и познакомился с 43-летней Натальей, которая имела трех детей и проживала в городе Чусовой. Женщина была в подчинении у Киселёва, вследствие чего они часто общались, и вскоре он начал оказывать Наталье различные знаки внимания. Киселёв утверждал, что был судим за хулиганство и имел семью, однако его жена якобы ушла от него с ребенком после его рождения. После условно-досрочного освобождения в конце августа 2022 года Киселёв покинул территорию колонии-поселения и снял квартиру в городе Чусовой. Осенью 2022 года между ним и Натальей начались интимные отношения, несмотря на то, что 21 октября 2022 года Наталья официально вышла замуж за своего гражданского мужа, от которого имела детей, но который 13 лет не желал с ней расписываться. 13 ноября 2022 года Наталья вместе с детьми и своей мамой отправилась в церковь, после чего отправилась на свидание к Киселёву. Вечером того же дня Киселёв задушил женщину. Тело 45-летней Натальи было обнаружено вечером 14 ноября 2022 на полу в квартире дома по улице 50 лет ВЛКСМ в Чусовом. Она была обнажена ниже пояса. Как позднее было установлено следствием, в день убийства Наталья в церкви оформила на три месяца заказную о здравии Киселёва. В ходе расследования убийства следователи установили, что квартиру снимал Александр Киселёв, после чего он был объявлен в розыск. Сам Киселёв после совершения убийства собрал вещи и отправился в Пермь к родителям. В этот период он действовал с предельной осторожностью. Ночевал по два дня на съёмных квартирах и каждый день менял сим-карты в мобильном телефоне, но до родителей в Перми он так и не доехал. Александр Киселёв был арестован 20 ноября 2022 года в съемной квартире в доме по Бульвару Гагарина в Мотовилихинском районе Перми. Он был опознан хозяйкой квартиры, которая обратилась в полицию. Вечером того же дня сотрудники уголовного розыска приехали в квартиру вместе с ней. Женщина пыталась проникнуть в квартиру, однако Киселёв ее не пустил. Она ему заявила о том, что ему надо срочно съехать или же продлить оплату аренды, после чего Киселёв открыл дверь и был арестован. Во время ареста он находился в тяжелом физическом состоянии. Впоследствии Киселёв объяснил это неудачной попыткой самоубийства. После ареста он полностью признал свою вину, заявив, что задушил Наталью в ходе ссоры. Согласно свидетельствам Киселёва, он убеждал её развестись с мужем и выйти замуж за него, однако она отказала ему, после чего он из-за ревности впал в ярость и в состоянии аффекта совершил на неё нападение, в ходе которого начал душить, после чего ударил ее два раза кулаком в лицо, скинул на пол, сел на неё сверху и продолжил душить сначала брючным ремнём, потом полиэтиленовыми пакетами для мусора, ремнем от сумки, кабелем от антенны. Процесс удушения, согласно признательным показаниям Киселёва, был долгим. Судебно-медицинская экспертиза также установила, что незадолго до убийства убитая и Киселёв имели половой акт, но Киселёв на допросе настаивал на том, что в интимную близость они вступили по обоюдному согласию и изнасилования не было. Мать Натальи настаивала на том, что Киселёв её дочь именно изнасиловал.

Из комментария матери жертвы Киселёва:
Чтобы эта мразь никому больше не сделала больно! Я очень расстроена тем, что Киселёва не признают насильником. Изнасилование было в жесткой форме. Моя дочь с ним дралась перед смертью. У нее под ногтями кожа была его обнаружена. Он её мёртвой насиловал куда только мог.
Уголовное дело по убийству Натальи было возбуждено по части 1 статьи 105 УК РФ, как убийство без отягчающих обстоятельств, уголовное наказание за которое предусматривалось сроком от 6 до 15 лет. На судебном процессе Александр Киселёв был признан виновным в совершении убийства, после чего суд 29 сентября 2023 года назначил ему уголовное наказание в виде 13 лет и 6 месяцев лишения свободы. Уголовное наказание в виде пожизненного лишения свободы он избежал, так как суд при вынесении приговора учел во внимание наличие смягчающих обстоятельств, в частности активное способствование раскрытию преступления и явку с повинной.
Родственники Натальи посчитали, что Киселёв получил мягкое наказание и подали апелляцию в Пермский краевой суд с требованием ужесточить приговор убийце, однако 26 октября того же года суд апелляцию отклонил. Мать Натальи после окончания заседания выразила возмущение этим, заявив журналистам о том, что её дочь ей снится, и что она будет обращаться на центральное телевидение с целью придания делу общественного резонанса и ужесточения наказания Киселёву.

## В массовой культуре
- Документальный фильм «Маньяк Киселёв» из цикла «Вызов 02» (ведомственная телепередача Главного Управления МВД России по Пермскому краю)
- Документальный фильм «Смертельный узел» из цикла «Детективные истории» (2006)